# Vasyl Lomačenko
Vasyl Anatolijovič Lomačenko (ukrajinsky Василь Анатолійович Ломаченко, * 17. února 1988 v Bilhorod-Dnistrovskyj, Ukrajina) je ukrajinský profesionální boxer, nastupující v pérové váze. Je bývalým mistrem světa organizace WBO a WBA.
Lomačenko se stal před startem profesionální kariéry rovněž olympijským vítězem na hrách 2008 v Pekingu (pérová váha) a 2012 v Londýně (lehká váha). Je také amatérským mistrem světa 2009 (pérová váha) a 2011 (lehká váha).
Otec Anatolij je trenérem boxu. Vasyl patří do profesionální stáje Top Rank, s kterou podepsal smlouvu v říjnu 2013. Je 169 cm vysoký.
Po ruské invazi na Ukrajinu v únoru 2022 se Lomačenko připojil k ukrajinským aktivním zálohám. V červnu 2022 měl v Melbourne boxovat s Georgem Kambososem, rozhodl se však zůstat na Ukrajině a bojovat proti ruské agresi.

## Medaile z mezinárodních amatérských soutěží
- Olympijské hry - zlato 2008 (pérová váha), zlato 2012 (lehká váha)
- Mistrovství světa - stříbro 2007, zlato 2009 (oboje pérová váha), zlato 2011 (lehká váha)
- Mistrovství Evropy - zlato 2008 (pérová váha)
- Cena Vala Barkera 2008

## Profibilance
17 utkání - 15 vítězství (11x k.o.) - 2 porážky
| Výsledek | Bilance | Soupeř                 | Typ výsledku                 | Kolo     | Datum      | Místo konání                                 | poznámka                                   |
| výhra    | 1-0     | Jose Ramirez           | KO                           | 4. z 12  | 12.10.2013 | Thomas & Mack Center, Las Vegas, Nevada      | profidebut                                 |
| prohra   | 1-1     | Orlando Salido         | body (1:2)                   | 12       | 1.3.2014   | Alamodome, San Antonio, Texas                | o uvolněný titul WBO                       |
| výhra    | 2-1     | Gary Russell, Jr.      | body (2:0)                   | 12       | 21.6.2014  | StubHub Center, Carson, Kalifornie           | o uvolněný titul WBO                       |
| výhra    | 3-1     | Chonlatarn Piriyapinyo | body (3:0)                   | 12       | 22.11.2014 | Cotai Arena, Macao, Čína                     | obhajoba titulu WBO                        |
| výhra    | 4-1     | Gamalier Rodriguez     | KO                           | 9. z 12  | 2.5.2015   | MGM Grand, Las Vegas, Nevada                 | obhajoba titulu WBO                        |
| výhra    | 5-1     | Romulo Koasicha        | KO                           | 10. z 12 | 7.11.2015  | Thomas&Mack Center, Las Vegas, Nevada        | obhajoba titulu WBO                        |
| výhra    | 6-1     | Roman Martinez         | KO                           | 5. z 12  | 11.6.2016  | Madison Square Garden, New York              | obhajoba titulu WBO                        |
| výhra    | 7-1     | Nicholas Walters       | odstoupení soupeře           | 7. z 12  | 26.11.2016 | Cosmopolitan of Las Vegas, Las Vegas, Nevada | obhajoba titulu WBO                        |
| výhra    | 8-1     | Jason Sosa             | odstoupení soupeře           | 9. z 12  | 8.4.2017   | MGM National Harbor, Oxon Hill, Maryland     | obhajoba titulu WBO                        |
| výhra    | 9-1     | Miguel Marriaga        | odstoupení soupeře           | 7. z 12  | 5.8.2017   | Microsoft The, Los Angeles, Kalifornie       | obhajoba titulu WBO                        |
| výhra    | 10-1    | Guillermo Rigondeaux   | odstoupení soupeře (zranění) | 6. z 12  | 9.12.2017  | Madison Square Garden, New York              | obhajoba titulu WBO                        |
| výhra    | 11-1    | Jorge Linares          | TKO                          | 10. z 12 | 12.5.2018  | Madison Square Garden, New York              | obhajoba titulu WBO                        |
| výhra    | 12-1    | Jose Pedraza           | body (3:0)                   | 12       | 8.12.2018  | Madison Square Garden, New York              | o tituly WBO a WBA                         |
| výhra    | 13-1    | Anthony Crolla         | KO                           | 4. z 12  | 12.4.2019  | Staples Centre, Los Angeles, Kalifornie      | o tituly WBO a WBA                         |
| výhra    | 14-1    | Luke Campbell          | body (3:0)                   | 12 kol   | 31.8.2019  | O2 Arena, Greenwich, Spojené království      | o tituly WBO, WBA (obhajoba) a WBC (volný) |
| prohra   | 14-2    | Teofimo Lopez          | body (0:3)                   | 12 kol   | 17.10.2020 | MGM Grand, Las Vegas, Nevada                 | o tituly WBO, WBA (obhajoba) a IBO         |
| výhra    | 15-2    | Masajoši Nakatani      | TKO                          | 9. z 12  | 26.6.2021  | Virgin Hotels Las Vegas, Las Vegas, Nevada   |                                            |

## Rekord
Je druhým boxerem v historii, který se stal profesionálním mistrem světa prestižní organizace během tří zápasů.